# Bernhard Eunom Philippi
Berhard Eunom Philippi, conosciuto in Cile come Bernardo Philippi (Charlottenburg, 19 settembre 1811 – Punta Arenas, 27 ottobre 1852) è stato un esploratore, naturalista e diplomatico tedesco.

## Biografia
Figlio di John Wilhelm Eberhard Philippi e Mary Anne Krumwiede, nacque in Prussia ma già nel 1818 si trasferì insieme alla famiglia in Svizzera. Qui frequentò la scuola di Johann Heinrich Pestalozzi insieme al fratello Rodolfo, futuro botanico. Tra il 1822 e il 1830 Bernhard ampliò la propria formazione presso l'istituto tecnico di Berlino. Grazie a una borsa di studio, tra il 1831 e il 1835 svolse studi nautici presso il porto di Danzica. Su incarico del Museo di Berlino, nel 1931 visitò per la prima volta il Cile, tornandovi sei anni più tardi come ricercatore. Nel 1838 si trasferì definitivamente nel Paese sudamericano, stabilendosi ad Ancud. 
Negli anni successivi esplorò le regioni meridionali del Cile, stabilendo relazioni con le autorità civili al fine di promuovere l'immigrazione tedesca. Il 27 agosto 1848 il governo cileno lo nominò agente di colonizzazione. Bernhard fece perciò ritorno in Europa per reclutare conterranei disposti a emigrare, rimanendovi fino al 1852 quando fu nominato governatore della Regione di Magellano e dell'Antartide Cilena. Morì nell'ottobre dello stesso anno assassinato dagli indigeni Tehuelche.